# Dostonbek Tursunov
Dostonbek Tursunov, né le 13 juin 1995, est un footballeur ouzbek qui joue au poste de défenseur central au Esteghlal Khuzestan.

## Biographie
Il participe à la Coupe d'Asie des nations 2019. Il compte 5 sélections et 1 but en équipe nationale de l'Ouzbékistan.